# Lofeagai
Lofeagai ist das nördlichste der sieben Dörfer der Insel Fongafale, der Hauptinsel des Funafuti-Atolls, die zusammen das Funafuti Centre bilden.

## Geographie
Der Ort liegt am Nordende der Insel und ist über den Tengako Causeway (Tengako-Damm) mit der Insel Tengako im Norden verbunden. Im Süden schließt sich die Siedlung Teone an.